# Black Dynamite (film)
Black Dynamite è un film del 2009 scritto da Michael Jai White, Scott Sanders e Byron Minns e diretto da Scott Sanders.
Il film è una parodia e un omaggio al genere blaxploitation e all'epoca in cui fu utilizzato.
Il film è stato distribuito nelle sale degli Stati Uniti il 16 ottobre 2009 per due settimane (con una prima "ufficiale" al Toronto After Dark Film Festival) ed è stato ben accolto dalla critica. La versione home video originale è stata pubblicata il 16 febbraio 2010.

## Trama
Stati Uniti, anni '70. Mentre viene lanciato nel mercato un nuovo brand di liquore al malto, "Anaconda Malt Liquor", un criminale di colore viene ucciso in quella che risulta essere un'imboscata, perpetrata da un misterioso e potente uomo conosciuto come "The Man". Scoperto il cadavere dell'uomo, la polizia teme una vendetta da parte di suo fratello, Black Dynamite. 
Black Dynamite è un ex agente della CIA e reduce del Vietnam, abilissimo nel kung fu e praticamente invincibile, stimato e temuto dalla comunità afroamericana. Dopo aver abbandonato incarichi per il Governo, ha deciso di aiutare famiglie e persone recuperando denaro rubato o difendendo da strozzini e criminali. Quando scopre della morte di Jimmy, suo fratello, con della droga addosso, viene tormentato dal rimorso, poiché anni prima aveva promesso alla madre morente che si sarebbe preso cura di lui e non avrebbe permesso che sarebbe divenuto tossicodipendente. Viene contattato da O'Leary, suo collega nella CIA, venendo avvisato di non creare problemi. Chiede quindi aiuto a Saheed, un leader delle Pantere Nere, e a Bullhorn, uno showman suo grande amico. Tramite il pappone Cream Corn, scopre che l'imboscata di Jimmy era collegata al trafficante Chicago Wind, che però si rifiuta di parlare e viene ucciso dopo un inseguimento tra i due. Ritorna quindi da O'Leary, che gli rivela che suo fratello non era schiavo alla droga, ma faceva parte di una squadra di infiltrati per sgominare "The Man". O'Leary quindi concede a Black Dynamite di fermare il traffico di droga.
Intanto conosce Gloria, una rappresentante della comunità che si occupa di un orfanotrofio. Black Dynamite, invaghitosi della ragazza, rimane sconvolto vedendo bambini orfani totalmente assuefatti dall'eroina, e decide di dichiarare guerra ai trafficanti. Con l'aiuto di Bullhorn, Cream Corn e la squadra di Saheed, riesce a ripulire le strade ed eliminare alcuni pericolosi gangster che avevano attentato più volte alla sua vita e quella di Gloria.
Nel tentativo di distruggere un ultimo grande centro di spaccio, Black Dynamite scopre che nonostante la presenza di guardie armate, nel magazzino ci sono solo casse di "Anaconda Malt Liquor". Uno dei criminali presenti viene drogato da Gunsmoke col siero della verità, ma riesce solamente a dire "Codice Kansas". Poco dopo, Dynamite e i suoi amici riescono a risolvere un complicato e surreale rompicapo giungendo alla conclusione che, come recita in modo subliminale lo slogan di Anaconda, la bevanda ha lo scopo di ridurre le dimensioni del pene degli uomini di colore.
Ucciso O'Leary, che era il responsabile del Codice Kansas e che aveva fatto uccidere Jimmy per distrarre Black Dynamite, i protagonisti si recano a Kung Fu Island, dove il malvagio Dottor Wu, vecchio nemico di Black Dynamite, produce il liquore al malto contraffatto. Purtroppo Saheed e la sua squadra vengono uccisi dai ninja, e Bullhorn viene decapitato dal Dottor Wu. Black Dynamite riesce a sconfiggere lo scienziato e i suoi scagnozzi, e viene a conoscenza del reale mandante di tutto: il Presidente Richard Nixon. Nell'assalto alla Casa Bianca, Cream Corn viene ucciso dallo staff presidenziale. 
Black Dynamite riesce, dopo un lungo scontro, a battere in combattimento Nixon, ordinandogli poi di rispettare la sua gente, ricattandolo a proposito della faccenda Watergate (qui comicamente fatta passare per delle fotografie di Nixon che pratica BDSM). Si scusa poi con Patricia Nixon per averla colpita durante la battaglia finale e annuncia di voler continuare a combattere il male e l'ingiustizia.

## Produzione
Il film venne ideato da Michael Jai White ascoltando Super bad di James Brown, e pensandolo inizialmente come titolo del film. I diritti della canzone e il titolo verranno però utilizzati da Seth Rogen e Evan Goldberg per Suxbad, uscito lo stesso anno. 
Il film è, similmente a Frankenstein Junior di Mel Brooks, sia omaggio che parodia del genere blaxploitation, elogiandone le qualità storiche (valorizzazione delle culture afroamericane, rappresentazioni crude della vita di strada tra droga, violenza e abusi, nonché una certa precurorialità degli stilemi attuali nel cinema action) ma sottolineandone i difetti (scarsi budget, errori tecnici e di scrittura, attori spesso amatoriali ed esagerazioni di sorta). Il film infatti è totalmente girato per sembrare un film degli anni '70, con tanto di riciclo di scene, stunt scadenti e musiche selezionate, nonché di vari elementi comici talmente assurdi da risultare grotteschi.
Il film ha una serie di rimandi e omaggi ai film action più famosi del ramo, come Slaughter-Uomo mitra, Dolemite e Black belt Jones, nonché alla regia e alle storie socialmente impegnate di Melvin van Peebles.

## Distribuzione
Il film è stato presentato in anteprima al Sundance Film Festival del 2009, dove Sony Worldwide Acquisitions l'ha acquistato per la distribuzione per circa 2 milioni di dollari. Il 14 giugno, il film ha vinto il Golden Space Needle Audience Award per il miglior film al Seattle International Film Festival, battendo The Hurt Locker tra gli altri film. Il 25 agosto 2009 è stato annunciato che Apparition, un nuovo distributore guidato da Bill Pohlad e Bob Berney, avrebbe gestito l'uscita interna del film. Black Dynamite è stato distribuito ufficialmente nelle sale degli Stati Uniti dal 16 ottobre 2009, mentre in Italia è stato distribuito in DVD da Koch Media a partire dal 27 agosto 2015.
Una campagna virale statunitense è stata lanciata sul web prima dell'uscita generale del film, guidata da una finta organizzazione senza scopo di lucro chiamata "Fight Smack in the Orphanage".